# Martin Kmetec
Martin Kmetec (Ptuj, 10 novembre 1956) è un arcivescovo cattolico e religioso sloveno, dall'8 dicembre 2020 arcivescovo metropolita di Smirne.

## Biografia
Martin Kmetec è nato il 10 novembre 1956 a Ptuj, regione statistica dell'Oltredrava e diocesi di Lavant (oggi arcidiocesi di Maribor), nell'allora Repubblica Socialista Federale di Jugoslavia (oggi Slovenia).

### Formazione e ministero sacerdotale
Entrato nell'Ordine dei frati minori conventuali, ha emesso la prima professione di fede il 25 settembre 1977 e quella perpetua il 4 ottobre 1982. Dopo aver completato gli studi teologici a Lubiana, durante il soggiorno studio di un anno presso l'Istituto Teologico di St. Anthony-on-Hudson negli Stati Uniti d'America, è stato ordinato diacono il 23 febbraio 1983 a Rensselaer.
Rientrato in Patria, ha ricevuto l'ordinazione sacerdotale il 29 giugno seguente, ventiseienne, presso la Basilica minore della Madre di Dio a Ptujska Gora, per imposizione delle mani di Jožef Smej, vescovo titolare di Zernico ed ausiliare di Maribor.
Dopo gli studi presso l'Università di Lubiana, ha conseguito il dottorato con una tesi sul dialogo interreligioso ed ha svolto il suo ministero in Libano. Dal 2014 al 2018 è stato vicario dei frati minori conventuali presso la Custodia di Terra Santa. Dal 2011 fino alla promozione all'episcopato ha svolto il suo ministero nel convento di Istanbul, nel quartiere di Büyükdere, di cui è diventato superiore nel 2018. Oltre alla lingua madre slovena, parla correntemente italiano, croato, turco e francese.

### Ministero episcopale
L'8 dicembre 2020 papa Francesco lo ha nominato, sessantaquattrenne, arcivescovo metropolita di Smirne; è succeduto a Lorenzo Piretto, O.P., dimissionario per raggiunti limiti di età. Ha ricevuto l'ordinazione episcopale il 2 febbraio 2021, nella chiesa di Santa Maria a Smirne, per imposizione delle mani di Paul Fitzpatrick Russell, arcivescovo titolare di Novi e nunzio apostolico in Turchia, Turkmenistan e Azerbaigian, co-consacranti Lorenzo Piretto, suo predecessore, e Ramzi Garmou, Ist. del Prado, arcieparca di Diyarbakır dei Caldei.
Il 13 luglio 2021 è stato eletto presidente della Conferenza episcopale della Turchia.

## Genealogia episcopale
La genealogia episcopale è:
- Cardinale Scipione Rebiba
- Cardinale Giulio Antonio Santori
- Cardinale Girolamo Bernerio, O.P.
- Arcivescovo Galeazzo Sanvitale
- Cardinale Ludovico Ludovisi
- Cardinale Luigi Caetani
- Cardinale Ulderico Carpegna
- Cardinale Paluzzo Paluzzi Altieri degli Albertoni
- Papa Benedetto XIII
- Papa Benedetto XIV
- Papa Clemente XIII
- Cardinale Marcantonio Colonna
- Cardinale Giacinto Sigismondo Gerdil, B.
- Cardinale Giulio Maria della Somaglia
- Cardinale Carlo Odescalchi, S.I.
- Cardinale Costantino Patrizi Naro
- Cardinale Lucido Maria Parocchi
- Papa Pio X
- Cardinale Gaetano De Lai
- Cardinale Raffaele Carlo Rossi, O.C.D.
- Cardinale Amleto Giovanni Cicognani
- Arcivescovo Bryan Joseph McEntegart
- Vescovo Edward John Harper, C.SS.R.
- Cardinale Sean Patrick O'Malley, O.F.M.Cap.
- Arcivescovo Paul Fitzpatrick Russell
- Arcivescovo Martin Kmetec, O.F.M.Conv.